# Ernst von Schuch
Ernst Edler von Schuch, nascut Ernst Gottfried Schuch (Graz, 23 de novembre de 1846 - Niederlößnitz/Radebeul Dresden, 10 de maig de 1914) fou un director d'orquestra austríac, que va esdevenir famós durant les seves col·laboracions amb Richard Strauss a l'Òpera de la Cort de Dresden.
Schuch primer estudià Dret, i més tard va prendre classes música amb E. Stolz. Estudià a Graz i més tard a Viena, breument amb Felix Otto Dessoff, i començà el 1867 com a kapellmeister al Teatre de Lobe de Breslau. Va obtenir petits treballs a Würzburg (1868-1870), Graz (1870/1871) i Basilea, fins que fou contractat el 1872 per l'Òpera Italiana de Pollini a Dresden. Cap a 1872 es convertí en director musical de l'Òpera de la Cort, des de 1873 Kapellmeister Reial amb Julius Rietz, més tard amb Franz Wüllner. El 1878 esdevingué professor reial. El 1882 emprenia la direcció de l'Òpera de la Cort com a conseller privat, i el 1889 es convertí en director general. El 1882 es traslladà a Niederlößnitz al Weintraubenstraße (el 1883 sobre el seu propi suggeriment rebatejat com Schuchstraße 15/17). El 1898 Schuch fou ennoblit per l'emperador austríac. El seu període d'influència es coneix com l'Era Schuch en la història d'òpera.
Amb gires com a director convidat a Berlín, Múnic, Viena i París, va romandre a Dresden fins a 1914, i convertia la seva Òpera en una de les seus musicalsmés importants d'Europa. Creà un conjunt que superà i amplià l'orquestra en una de les més grans del món, tenint infinitat d'alumnes, entre ells el txec Václav Kálik. Al costat del repertori operístic de Wagner, també dirigí les estrenes de les òperes de Richard Strauss Feuersnot (1901), Salome (1905), Elektra (1909) i Der Rosenkavalier (1911) així com les primeres produccions alemanyes d'òperes de Puccini i Mascagni. Per això també fou valorat com a director orquestral i acceptà aquell paper especialment per als treballs orquestrals de Felix Draeseke i Strauss.
Schuch es casà amb la soprano de coloratura Clementine Von Schuch-Proska (Klementine Procházka) (1850-1932). Clementine fou Membre Honorífic de la Companyia de Teatre Reial. La seva filla Liesel von Schuch cantà a Dresden (des de 1914) i Viena.

## Referències

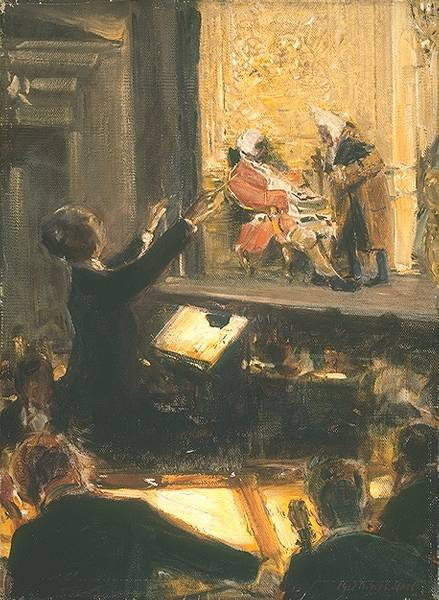
Ernst Edler von Schuch dirigint Der Rosenkavalier de Richard Strauss, 1912. Pintura a l'oli de Robert Sterl, (Galeria Nacional Vella, Berlín)